# Nicolas Régnier

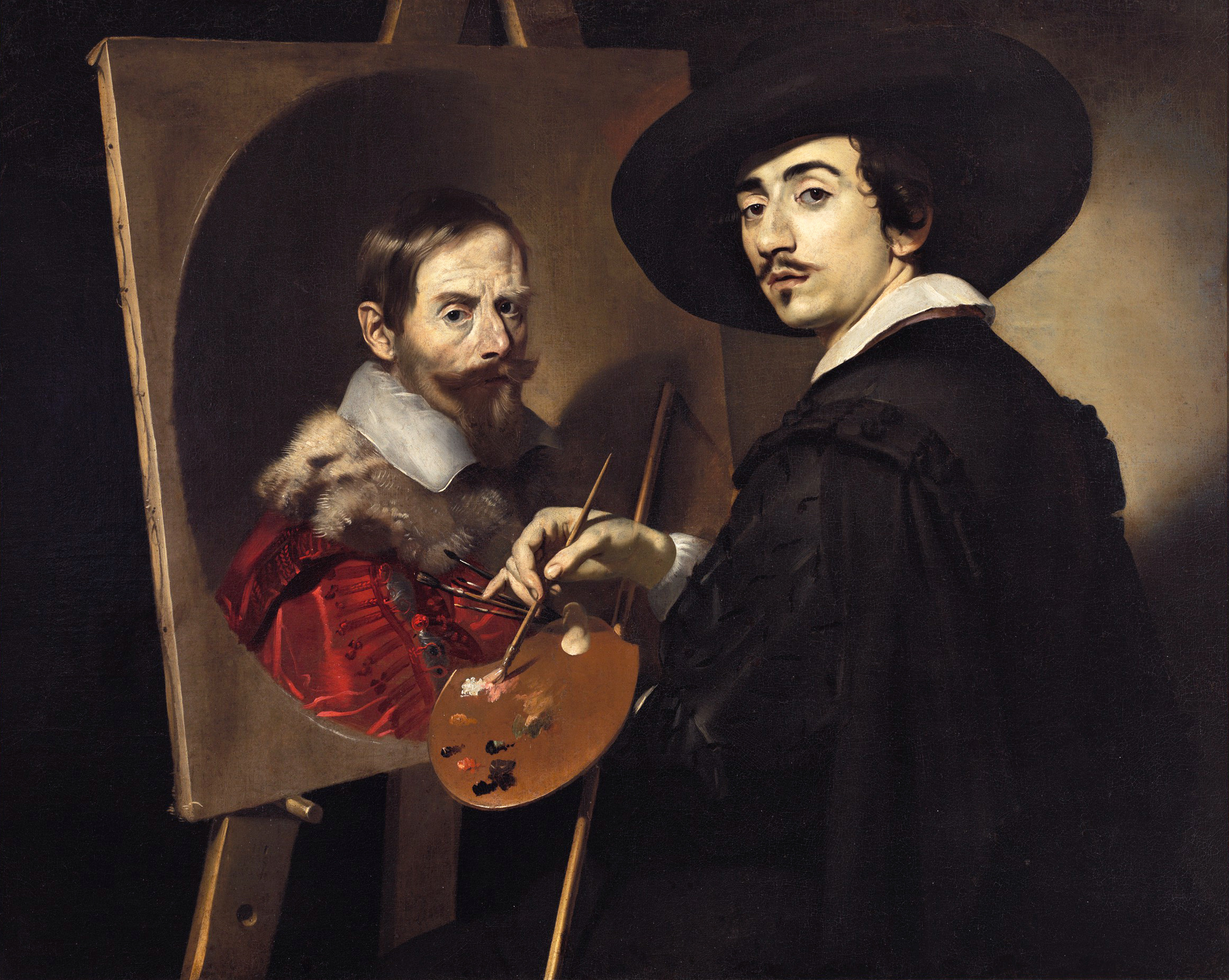
Autorretrato pintando a su patrón Vincenzo Giustiniani, h. 1623-1624. Óleo sobre lienzo, 110 x 137 cm. Cambridge (Massachusetts), Fogg Art Museum.

Nicolas Régnier, conocido en Italia como Niccolò Renieri (1591-1667), fue un pintor y coleccionista de arte flamenco activo en Italia donde jugó un papel destacado en la recepción y difusión del caravaggismo entre los pintores nórdicos.

## Biografía
Nacido en Maubeuge, se formó en Amberes con Abraham Janssens, introductor de las técnicas del claroscuro de Caravaggio en Flandes. Hacia 1615 se encontraba en Italia, pasando por Parma (1616-1617), antes de llegar a Roma, donde se encontraba antes de la Pascua de 1620 como compañero de los caravaggistas nórdicos David de Haen y Dirck van Baburen. En Roma se convirtió en seguidor de Bartolomeo Manfredi, uno de los más directos y personales seguidores de Caravaggio, pero huyendo de las interpretaciones truculentas preferidas por los artistas nórdicos, como el propio Baburen. Por mediación de Manfredi entró en contacto con el marqués Vincenzo Giustiniani, protector y coleccionista de la obra de Caravaggio, para quien realizó numerosas obras en las que se puede observar también la influencia de Simon Vouet, entre ellas la importante Cena de Emaús de Potsdam. 

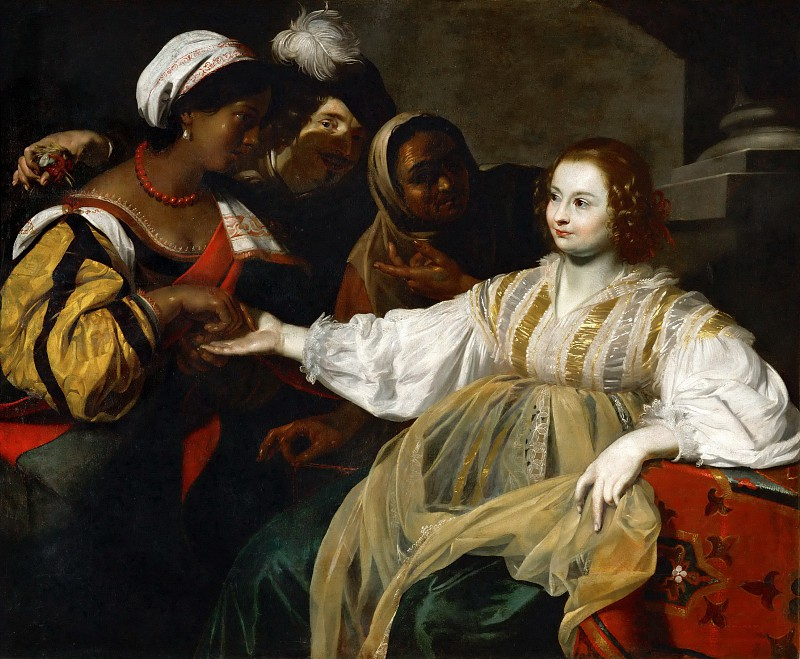
La buenaventura, óleo sobre lienzo, 127 x 150 cm, París, Museo del Louvre.

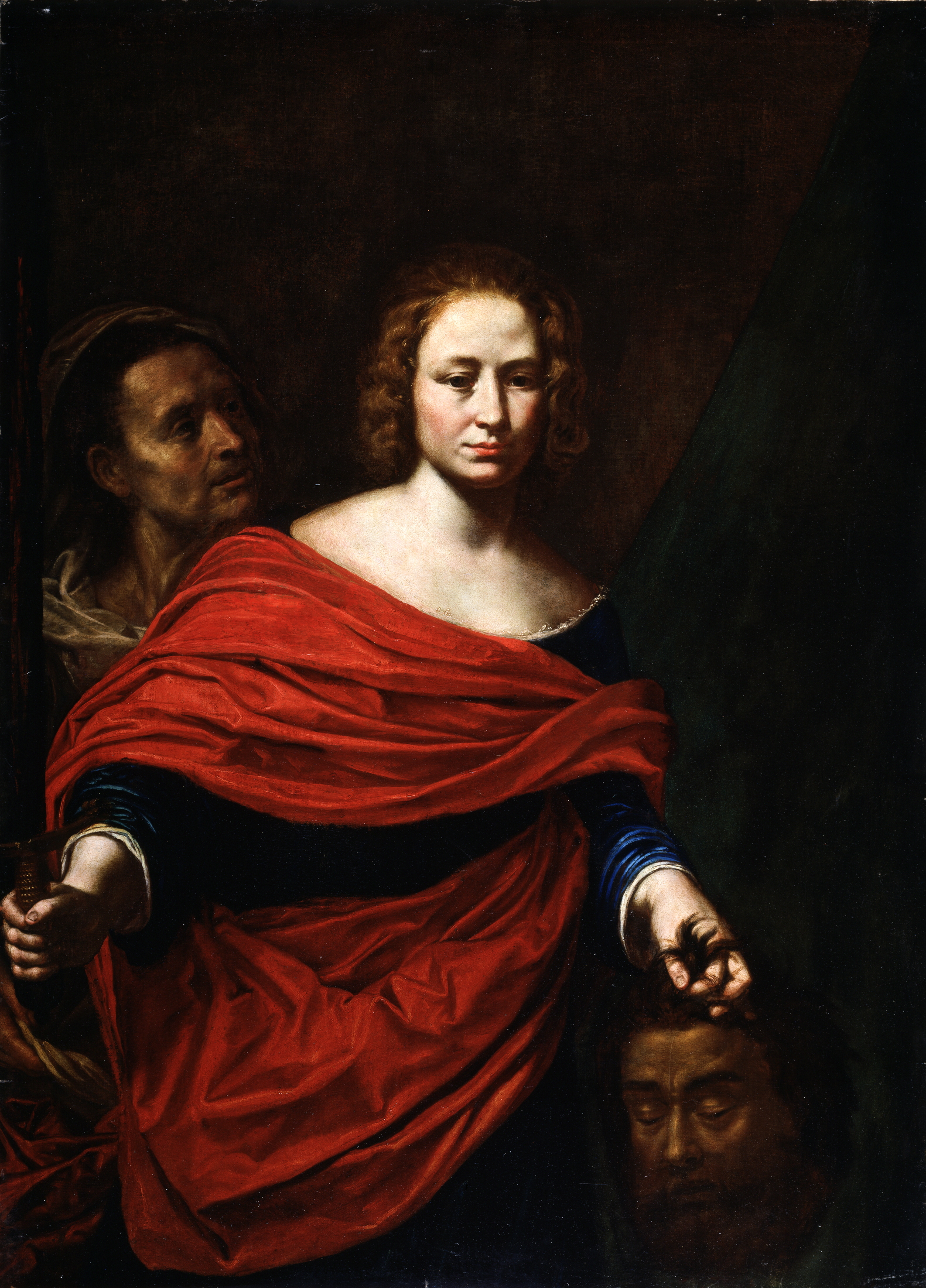
Judit con la cabeza de Holofernes, óoleo sobre lienzo, 134 x 96 cm. Madrid, Museo del Prado.

Hacia 1626 se estableció definitivamente en Venecia, donde además de a la pintura se dedicará al coleccionismo y comercio de pinturas y antigüedades, llegando a contar con algunas de las más estimadas obras de Tintoretto, sin desdeñar el comercio con falsificaciones, como el supuesto Autorretrato de Tiziano de la National Gallery de Washington, en realidad una copia, hecha por su yerno Pietro della Vecchia a partir de un original conservado en su colección.
De sus cuatro hijas, Lucrecia se casó con el pintor flamenco Daniel van den Dyck, mientras que Clorinda se casó con el prominente pintor italiano Pietro della Vecchia (1605-1678). Sus hijas eran también pintoras. El hermanastro de Régnier era Michele Desubleo, un artista que trabajaba en un estilo muy similar y cuya obra se atribuye a menudo erróneamente a Régnier y viceversa.
Falleció en Venecia en noviembre de 1667.

## Obra
Sus temas incluyen escenas de género con jugadores de cartas, adivinos, músicos, escenas de carnaval, retratos, escenas religiosas, santos y temas mitológicos y alegóricos. Junto con el pintor francés Valentin de Boulogne, Régnier es considerado un seguidor del llamado 'método manfrediano', con el que se hace referencia a aquellos artistas que interpretaron el naturalismo de Caravaggio a través del prisma estereotipado de Bartolomeo Manfredi. El estilo de Régnier se caracteriza por su búsqueda de refinamiento y elegancia, en contraste con los caravaggistas nórdicos como Gerard van Honthorst y Dirck van Baburen, cuyo arte se centra en los aspectos más terrenales de las escenas de género.
En contacto con el ambiente veneciano y la obra de artistas como Guido Cagnacci, pero principalmente como resultado de su conocimiento de la obra del boloñés Guido Reni, Régnier adoptó un estilo más ligero, de refinada y elegante composición y colores brillantes, como puede apreciarse en el San Sebastián del Museo del Hermitage. En Venecia se consagró a la pintura de retratos y retablos (como el del Bautismo de Cristo en la iglesia de San Salvador), en los que con frecuencia contó con sus hijas como modelos.
El Museo del Prado guarda un óleo, Judith con la cabeza de Holofernes, del más estricto caravaggismo, estilo al que también pertenecen algunas otras de sus obras más célebres, como la Buenaventura del Museo de Bellas Artes de Budapest o la Alegoría de la Vanidad-Pandora de Stuttgart, con el refinamiento manfrediano de sus últimas obras romanas.